# Movie Master
Movie Master és un programari editor de textos orientat a l'escriptura de guions de cinema. Tot i ser un programari antic i que funciona amb MS-DOS o emulacions, encara és utilitzat per reconeguts guionistes de la indústria cinematogràfica com Charles Deemer o Eric Roth, tot i que també va arribar a existir una versió per Microsoft Windows.

## Història
Movie Master es publicà per primera vegada el 1987 per ordinadors personals, i les seves capacitats de processament i formatat de paraules va atreure l'atenció de milers d'escriptors, la majoria d'estudis cinematogràfics i centenars de companyies productores independents. La popularitat del programari es basà en la seva simplicitat, ja que permetia posar-se a escriure de forma automàtica un cop iniciat, conformant un guió amb els formats estàndards de la indústria, a més de la facilitat per aprendre'n el funcionament, ja que en pocs minuts permetia estar en ple funcionament i poder treballar-hi, sense la molèstia de canviar els marges i fer un seguiment de la infinitat de regles per a dissenys de pàgines i paginació.
Altres programaris posteriors com Hollywood Screenplay, utilitzarien el seu codi font i afegirien millores.

## Característiques
El programari venia empaquetat amb tot de característiques avançades de processament de textos en mode WYSIWYG, i destacà per diverses funcions:
- Menús desplegables fàcils d'utilitzar
- Subratllat i negreta, bloqueig de còpia, moure i eliminar, i bloquejar l'escriptura al disc
- Macros de teclat integrades
- Macros programables addicionals per a cada script
- La cerca i substitució en capçaleres i peus de pàgina
- Corrector ortogràfic de 100.000 paraules i tesaurus
- Importació i exportació de fitxers ASCII, també amb format Microsoft Word, WordPerfect i Wordstar
- Gestió de totes les tasques de format de script sense esforç tals com formatar guions, capítols de televisió o el mateix format personalitzat que es requerís
- Preestableix marges i espaiat per eliminar tots aquests elements tediosos en l'edició del guió
- Numeració automàtica d'escenes i pàgines
- Permetre trencar el diàleg només al final d'una frase i seguir a la pàgina i part superior de la pàgina següent posant el nom del personatge i poder continuar el diàleg
- Inserir escenes superiors i inferiors condicionals
- Diàleg complet de dues columnes de forma simultània
- Desar els noms de personatges a un "fitxer de rol" per permetre canvis globals al guió
- Tractament automàtic de pàgines "A/B" i escenes "A/B"
- Capçalera i peu de pàgina opcionals d'1-3 línies
- Escenes omeses i pàgines omeses
- Desglossament d'articles i guió per a la planificació de preproducció
- Desglossaments que inclouen el número d'escena, el slugline de l'escena, el número de pàgina inicial i final, la longitud en pàgines fins a la pàgina 1/8 més propera i la pàgina on es troben els elements especificats
- Desglossaments d'escenes que inclouen una llista d'escenes, encapçalaments d'escenes, durada de l'escena i parts parlants
- Desglossaments d'accessoris i ubicació que fan referència a la pàgina del guió

La versió 4.07 del programa destinada a ordinadors 286/386/486 class IBM o compatibles amb fins a 2 megabytes de RAM, era capaç de mantenir tot un guió en un sol arxiu, però també podia obrir simultàniament i editar múltiples fitxers. Pels ordinadors IBM PC/XT/ATs o compatibles que tinguessin menys memòria RAM, però es recomanava mantenir la versió 3.10 que tenia les mateixes característiques de formatació de text que la 4.07.
El guionista Eric Roth argumentà que ell en feia ús de Movie Master entre altres motius perquè la limitació de 30-40 pàgines per cada guió li servia com a límit per dividir les obres en "actes", ajudant-lo amb l'organització. A més, defensava que el programari tenia d'altres avantatges com facilitar una major concentració perquè el programari s'executa en una pantalla en blanc i negre. També argumentà l'avantatge de la seguretat, ja que era molt difícil que algú accedís als seus guions sense permís ni que ho pogués fer cap programari maliciós, a causa de l'antiguitat d'aquest i el seu ús tan específic. En el cas de Roth, ell executaria Movie Master en un sistema operatiu Windows XP que emularia una finestra amb MSDOS on es carregaria Movie Master versió 3.09, i seria gràcies a aquest subsistema que com que no està connectat a Internet ningú podria tenir cap mena d'accés ni espiar sobre la seva feina. Un cop elaborat el guió, Roth explicaria que aquests serien impresos i enviats als estudis on els escanejarien i els guardarien en els seus ordinadors, i seria des d'aquells ordinadors on s'acabarien de treballar sense possibilitat d'enviar-se per correu electrònic enlloc més.